# Dejan Djokic
Dejan Djokic (* 26. September 2000 in Walenstadt) ist ein schweizerisch-bosnischer Fussballspieler.

## Karriere
Djokic begann seine Laufbahn beim FC Walenstadt, bevor er sich dem FC Grabs anschloss. Nach einer Station beim FC Ems wechselte er 2016 in die U18 des liechtensteinischen Hauptstadtklubs FC Vaduz. Ein Jahr später wurde er in die Zweitmannschaft des FCV befördert. Am 25. September 2019 (8. Spieltag) gab er beim 1:4 gegen den FC Wil sein Debüt für die erste Mannschaft in der Challenge League, als er in der 81. Minute für Manuel Sutter eingewechselt wurde. Bis Saisonende kam er zu elf Einsätzen für das Zweitligateam, das die Spielzeit als Dritter abschloss und über die Barrage in die erstklassige Super League aufstieg. Zur folgenden Saison 2020/21 erhielt er einen festen Vertrag bei der ersten Mannschaft. Sein Debüt in der Super League gab er am 27. September 2020 (2. Spieltag) beim 0:1 gegen den FC St. Gallen, als er in der 88. Minute für Tunahan Çiçek eingewechselt wurde. Bis zum Sommer 2024 gewann er drei Mal den Liechtensteiner Cup und kam auch zu fünf UEFA-Conference-League-Gruppenpartien sowie sechs Spiele in der Qualifikation zur UEFA Europa League. Anschließend wechselte Djokic weiter zum Erstligisten FC Sion.

## Erfolge
- Liechtensteiner Pokalsieger: 2022, 2023, 2024